# 泗河
泗河（しが、拼音: sì hé）は、中華人民共和国東部の山東省を流れる川の一つ。山東省の新泰市南部・蒙山山地の南麓に発し西へ流れ、泗水県、曲阜市、兗州区を経て、済寧市中心部よりやや南で南四湖（微山湖）の北端にある南陽湖に注いでいる。微山湖から先は京杭大運河を経由して淮河水系に属しており、山東省南部から江蘇省北部を流れる淮河流域の主要河川・沂沭泗河水系（沂河、沭河、泗河の三つの河川およびその支流からなる）の一つとなっている。古代には泗水（しすい、拼音: sì shuǐ）と呼ばれた。
現在は比較的短い川だが、古代の泗水は淮河の一大支流であり、かつては反水・睢水・潼水・沂水などの様々な川を集め、兗州から先は現在の魚台県、沛県、徐州市市区、宿遷市市区、泗陽県を経て、泗口（またの名を清口とも。現在の淮安市淮陰区碼頭鎮の付近）で淮河に注いでいた。泗水は古代中国の歴史上重要な河川で、長い間中原と江淮地方を結ぶ主要な水運の経路であり、早くから開発が進み多くの国や町が流域に生まれてきた。
南宋と金が対峙していた頃、黄河が決壊して南へ流れ、徐州や淮安など現在の江蘇省北部を流れて黄海へ注ぐようになった。これにより現在の徐州市付近で泗水下流の河道に黄河が流れ込み河道を奪い、さらに淮安より下流の淮河本流河道も黄河が奪った。淮河は黄河の流れに押し出されて淮安付近で滞留し洪沢湖を形成した。1855年になって黄河は再び北の渤海方面へ流れを変えたが、黄河は大量の黄土を河道の両側に堆積させており、この自然堤防により泗水も淮河も古代の経路を取り戻すことはできなくなった。かつて泗水下流が流れていた場所は、高い自然堤防の中に幅4mから6mの小さな川が流れる廃黄河になっている。沂沭泗河水系の各河川は大きな出口がなく、洪水が起こるたびに江蘇省北部で洪水を起こしていたが、1949年に駱馬湖から東の黄海へ一直線に向かう放水路・新沂河が着工され1953年に完成し、洪水は減少した。